# 梅里達 (西班牙)
梅里達（西班牙語：Mérida，西班牙語發音：[ˈmeɾiða]），全名「最高貴、古老和忠誠的城市梅里達」（西班牙語：Muy noble, antigua y leal ciudad de Mérida），是西班牙埃斯特雷馬杜拉大區的首府。2006年人口53,915人。在宗教上，梅里达属于天主教梅里达-巴达霍斯总教区。
梅里達建於公元前25年，原名埃梅里达-奥古斯塔（拉丁語：Emerita Augusta），是琉息太尼亞的首府。
在西哥特人的入侵之后，梅里达在6世纪仍然是西哥特人王国的重要城市。在713年，该城市被倭马亚哈里发征服，并一直处于穆斯林的统治。9世纪时，岛上的莫扎拉比人多次反抗哈里发，城市开始缓慢衰落。
梅里达的考古遗址群于1993年被联合国教科文组织列入世界文化遺產。

## 地名语源
梅里达的地名来自拉丁语名词，中文意为退役或退伍军人。这是该城市在公元前25年由罗马帝国皇帝奥古斯都创立后获得的名称。它是罗马军团等退伍军人的定居点。

## 位置
| 西北: 埃斯帕拉加莱霍 | 北: 阿尔胡森 和 埃尔卡拉斯卡莱霍 | 东北: 米兰迪利亚                       |
| 西: 拉加罗维利亚     |                                  | 东: 特鲁希利亚诺斯 和 圣佩德罗德梅里达 |
| 西南: 卡拉蒙特       | 南: 托雷梅希亚                   | 东南: 多纳尔瓦罗 和 比利亚贡萨洛       |

## 人口
| 梅里达历史人口变化图 |
|                      |
| 来源：INE            |

## 友好城市
梅里達与墨西哥的梅里達、委內瑞拉的梅里達共为友好城市，这三座同名城市于2013年共同创建“梅里达城际交流平台”。平台的目标是促进三个城市之间的经济文化合作。